# Pelourinho de Santa Marta de Penaguião
O Pelourinho de Santa Marta de Penaguião é um pelourinho situado em São João Batista de Lobrigos, na atual freguesia de Lobrigos (São Miguel e São João Baptista) e Sanhoane, no município de Santa Marta de Penaguião, distrito de Vila Real, em Portugal.
Está classificado como Imóvel de Interesse Público.